# Monumento ao Bombeiro
O Monumento ao Bombeiro é uma obra escultórica do artista português Bottelho, com elementos em bronze, betão e água. Dedicado aos Bombeiros Voluntários de Belas, o monumento foi inaugurado a 24 de novembro de 2002, pelo secretário de Estado adjunto do Ministério da Administração Interna, pelo presidente da Câmara de Sintra e pelo presidente da Junta de Freguesia.
A estátua foi inaugurada decorridos 35 anos da tragédia de 1967, quando fortes chuvadas fizeram transbordar o Rio Jamor, arrastando com ele vidas e bens.

## Ligações externas

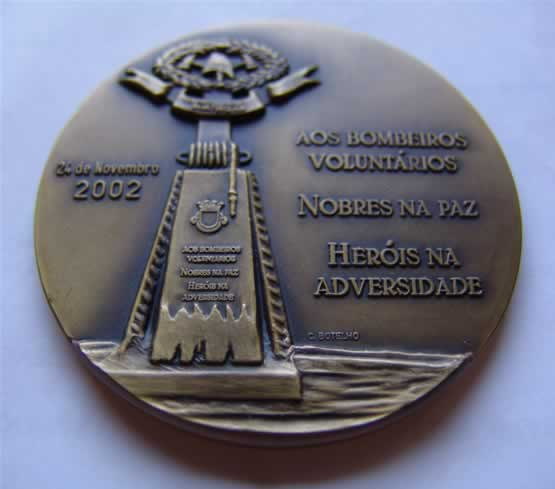
Medalha evocativa